# 신천 (대구)
신천(新川, Sincheon)은 대한민국 대구광역시의 동부에 흐르는 하천이다. 대구 달성군 가창면 비슬산 최정산에서 발원하여, 가창면 용계리에서 대천을 합류하여, 대구광역시를 남에서 북으로 가로질러 북구 침산동에서 금호강으로 흘러든다. 하천 양편 둑에는 산책로 및 운동로가 조성되어 있고, 체육시설도 갖추어져 있다. 신천의 서쪽 둑에는 신천대로가, 동쪽 둑에는 신천동로가 있어, 대구광역시의 중요한 교통 시설이 되고 있다.

## 명칭 유래
‘신천’이란 ‘새로운 하천’이란 뜻이다. 대구 중심부(대구읍성)의 물난리가 심하였는데, 조선 정조 2년(1778년) 대구판관 이서(李逝)의 사재로 제방을 새로 쌓아 물줄기를 돌렸다. 이러한 연유로 신천이 되었다. 이전의 물줄기는 용두산 아래 - 봉덕동 효성타운 - 수도산 동쪽(건들바위) - 반월당 - 동산동 구.구암서원 - 서문치안센터 - 달성공원 앞으로 해서 달서천으로 합류하였다.
그러나 신천의 유래에 대해서 대구가톨릭대학교 지리교육과 전영권 교수에 의해 다른 설이 주장되었다. 그 이유로는 '첫째, 이서가 신천의 물줄기를 변경시켰다는 1778년 이전에 제작된 팔도여지지도, 광여도 등에 표현된 신천 물줄기는 현재의 신천 물줄기와 동일하다. 둘째, 1778년 이전에 발간된 경상도지리지, 세종실록지리지, 신증동국여지승람의 대구편에 이미 신천이라는 지명이 존재한다. 셋째, 신천이라는 용어에 대한 문제이다. 관련 고문헌을 모두 참고해 봐도 대구 신천의 지명유래에 대해서는 알 길이 없다. 그러나 신천이라는 용어가 대구 이외의 다른 지역에서도 사용되고 있다는 점이 주목할 만하다. 경기도 양주시의 신천이나 서울특별시 송파구 잠실동 주변의 신천 등은 샛강의 의미를 가진다. 유추해 본다면 대구의 신천 역시 대구부와 대구부의 속현인 수성현 사이를 흐르는 하천이라는 뜻에서 ‘사이천’ 또는 ‘새천(샛강)’이 한자로 표기되는 과정에서 ‘간천(間川)’이 아닌 신천으로 오기되었을 가능성이 크다는 것이다.

## 개괄
신천(新川)은 남측 비슬산과 최정산에서 시작해 가창 용계에서 대천과 합류하여 침산동을 거쳐 금호강에 이르는 지방하천으로, 총 길이 12.5km, 유로 전체 27km, 유역면적 약 165.3km2 에 달하는 거대한 도심 속 생태하천이다.

## 자연

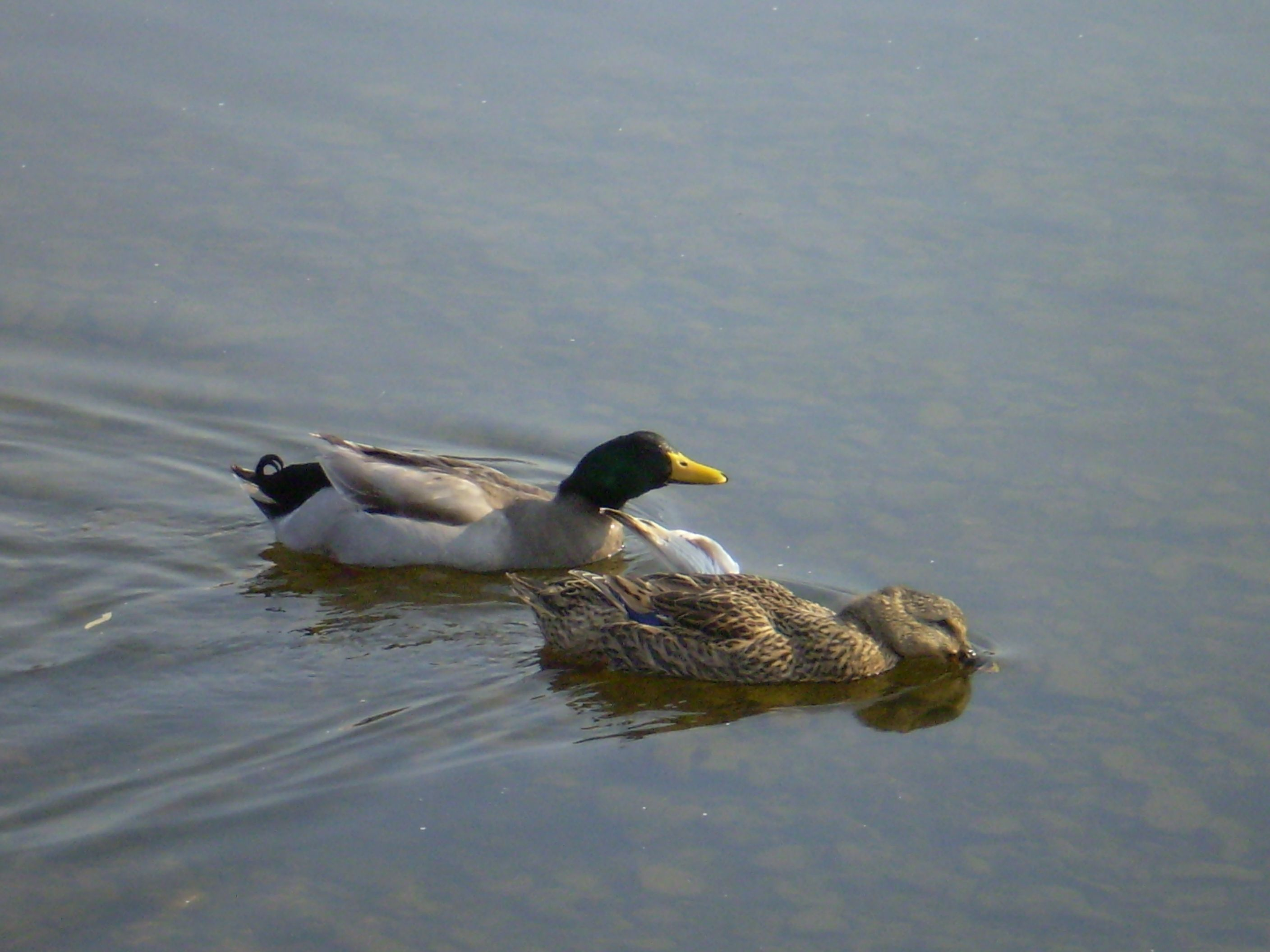
신천 청둥오리

신천은 대구 지역민들에게 수원지와 휴식처로서 중요한 역할을 하였으며, 오늘날까지도 중요한 생태 공간으로 기능하고 있다. 조류서식지로 큰 의미를 가지는 곳인데. 청둥오리, 왜가리, 해오라기 등이 서식하며 심지어는 수달도 있다. 신천에는 왜가리, 해오라기, 수달의 먹이가 되는 물고기가 풍부하기에 많은 생명체가 서식할 수 있다.

## 화석
대구광역시 도심부를 흐르는 하천 신천의 하상(河床)에서 공룡 발자국의 화석이 발견되었다. 그 중에서 공룡 발자국이 산출되는 지점은 동신교를 기준으로 수성교 방향으로 약 300m 지점에 드러난 북동 60°방향의 반야월층으로, 공룡 발자국은 이암이 분포하는 약 10m 층후(層厚) 내에 1개의 층준에서 산출된다. 퇴적 구조로는 건열이 2개의 층준에서 나타나며, 암질을 기준으로 하부에서부터 적색 이암, 회색 이암, 암회색 셰일의 순서로 퇴적되었다. 신천 하상의 기반암은 경상 누층군 하양층군 반야월층으로 주로 암회색 셰일(dark gray shale), 회색 이암(gray mudstone) 그리고 적색 이암(reddish mudstone)으로 이루어져 있으며 주향과 경사는 북동 60°에 남동 10°이다. 이곳의 발자국 화석은 오랫동안 하천의 침식 작용과 하각(下刻) 작용으로 인해 발자국의 발가락 부분은 보존 상태가 대체적으로 불량하다. 공룡 발자국은 신천 하상에 노출되어 있는 약 10m 층후에서 하부로부터 약 250m 층준에서 산출된다. 이 지역의 중요 지질 구조 요소들은 퇴적암의 층리를 제외하고는 거의 대부분 취성 변형 작용의 산물들인 단열들로 절리들로 이루어진다. 절리는 이 지역의 가장 주된 구조 지질 요소로서 모든 퇴적암에 잘 나타난다. 특히 셰일과 이암에 풍부히 나타나며, 많은 절리가 여러 방향으로 불규칙하게 나타나는 것처럼 보이나 발자국 층에 나란한 방향이 가장 우세한다. 절리는 모든 퇴적암에서 층리면에 수직 방향으로 나타나며, 많은 절리가 여러 방향으로 불규칙하게 나타나는 것처럼 보이나, 한 두개의 주된 방향 절리(systematic joint)가 절대적으로 많이 나타난다. 그리고 두 방향 이상의 규칙 절리들은 일정 두께의 층리면과 더불어 암반을 블록화 시키고 있다. 본 지역에 나타나는 규칙절리들은 조사 지점마다 차이는 있으나 층리방향과 평행한 방향으로 발달한 아수평적인(subhorizontal)절리도 발달하고 있다. 공룡 발자국과 건열의 퇴적구조가 나타나는 것으로 보아 이 지역은 수심이 얕은 호성(湖成)의 퇴적 환경으로 추정된다.

## 시설
여름철에는 물놀이장, 겨울철에는 스케이트장을 운영하며, 다양한 운동시설과 편의시설을 갖추고 있어 많은 시민들이 신천을 체력 단련과 여가를 즐기는 공간으로 사용하고 있다.

## 신천의 댐·다리
- 가창댐
- 용계교

(대천 합류)
- 파동교
- 용두교
- 상동교 - 앞산순환로
- 중동교
- 희망교 (구.제2대봉교)
- 대봉교
- 수성교 - 달구벌대로
- 동신교
- 신천교 (구.제2신천교)
- 신천철교 - 경부선, 경부고속철도
- 칠성교 (구.신천교)
- 칠성인도교
- 경대교
- 도청교
- 성북교
- 침산교 - 국도 제4호선, 국도 제25호선

(이하 금호강)

## 같이 보기
- 한국의 강
- 비슬산
- 신천대로
- 신천동로